# John Ashley (Schauspieler)
John Ashley (eigentlich John Atchley; * 25. Dezember 1934 in Kansas City, Missouri; † 3. Oktober 1997 in New York City) war ein US-amerikanischer Schauspieler und Sänger.

## Leben
Ashley wuchs in Oklahoma auf und entwickelte während seiner Zeit auf der Oklahoma State University Interesse für das Schauspielen. Während einer Reise nach Kalifornien gelang es ihm, eine kleine Rolle in Der Eroberer (1956) zu bekommen, woraufhin er von der auf Filme für Jugendliche spezialisierten Firma AIP unter Vertrag genommen wurde. Der erste Film mit Ashley in der Hauptrolle, Dragstrip Girl, wurde im Frühjahr 1957 in die Kinos gebracht.
Da Ashley auch ein begabter Sänger war, wurde parallel eine Musik-Karriere gestartet – verschiedene Singles wurden auf dem Label Dot Records veröffentlicht. In mehreren Filmen wurde ihm Gelegenheit gegeben, beide Talente zu vereinen.
Bis zur Mitte der 1960er Jahre spielte Ashley in Filmen meist niedrigen Budgets sowie in zwei Fernsehserien. 1962 heiratete er Kollegin Deborah Walley; die Ehe wurde bereits 1966 wieder geschieden. Ein Sohn entstammt dieser Verbindung.
Ende des Jahrzehnts konzentrierte sich Ashley mehr auf Arbeit hinter den Kameras. Zusammen mit dem Exploitation-Regisseur Eddie Romero produzierte er eine Reihe von Horrorfilmen, die auf den Philippinen gedreht wurden. Ebenso war Ashley an einigen Filmen der Blaxploitation-Welle beteiligt.
In den 1980er Jahren begann er mit großem Erfolg, TV-Shows zu produzieren, darunter A-Team und Walker, Texas Ranger. Nach einem Herzinfarkt verstarb Ashley im Alter von 62 Jahren.

## Filmografie (Auswahl)
- 1957: Lederjacken rechnen ab (Motorcycle Gang)
- 1958: Todesfalle Pazifik (Suicide Battalion)
- 1959: Frankensteins Tochter (Frankenstein's daughter)
- 1961–1962: Vollgas (Straightaway) (Fernsehserie)
- 1963: Der Wildeste unter Tausend (Hud)
- 1964: Bikini Beach (Bikini Beach)
- 1971: Drakapa, das Monster mit der Krallenhand (Beast of blood)
- 1975: Wie Rauch im Wind (Smoke in the wind)
- 1979: Apocalypse Now

## Songs u.a.
- 1958: Born to rock / Pickin’ on the wrong chicken (Dot 15775)
- 1958: Little Lue (Capeheart 5006)
- 1959: Don't let them tear us apart / Mean mean woman (Hydra 27114) – mit Eddie Cochran